# 山東駅
山東駅（さんどうえき）は、和歌山県和歌山市永山にある和歌山電鐵貴志川線の駅。駅番号は10。

## 歴史
- 1933年（昭和8年）8月18日：和歌山鉄道の山東永山駅として開業。
- 1945年（昭和20年）：伊太祁曽 - 山東永山間の東山東駅を廃止し、山東永山駅を山東駅（2代目）に改称。
- 1957年（昭和32年）11月1日：和歌山電気軌道との合併により同社鉄道線の駅となる。
- 1961年（昭和36年）11月1日：南海電気鉄道との合併により同社貴志川線の駅となる。
- 1997年（平成9年）：駅舎を撤去。
- 2006年（平成18年）4月1日：和歌山電鐵への継承により同社貴志川線の駅となる。

## 駅構造
単式ホーム1面1線の地上駅である。かつては駅舎があった。
無人駅で、自動券売機や自動改札機などは設置されておらず、スルッとKANSAI対応のカードも使用できない。トイレは上屋の裏側（駅入口側）に設置されている。

## 利用状況
2020年（令和2年）度の調査結果では、1日平均乗降人員は47人である。
各年度の1日平均乗降人員は下記の通り。
| 年度   | 1日平均 乗降人員 |
| ------ | ---------------- |
| 1980年 | 468              |
| 1985年 | 268              |
| 1990年 | 277              |
| 1995年 | 386              |
| 2000年 | 96               |
| 2001年 | 84               |
| 2002年 | 109              |
| 2003年 | 103              |
| 2004年 | 110              |
| 2005年 | 124              |
| 2006年 | 89               |
| 2007年 | 91               |
| 2008年 | 119              |
| 2009年 | 117              |
| 2010年 | 116              |
| 2011年 | 117              |
| 2012年 | 115              |
| 2013年 | 121              |
| 2014年 | 121              |
| 2015年 | 80               |
| 2016年 | 76               |
| 2017年 | 74               |
| 2018年 | 72               |
| 2019年 | 68               |
| 2020年 | 47               |
| 2021年 | 48               |

## 駅周辺
駅から少し離れた北側を和歌山県道13号線が並行し、駅からやや離れた南側を永山川が流れる。駅の近くはミカン畑が大きく広がるが、民家も点在する。
- 和歌山市役所東山東支所
- 和歌山市立東山東小学校
- 薬善寺
- 足守観音寺
- 和歌山県道13号和歌山橋本線
- 永山川

## 隣の駅
和歌山電鐵
■貴志川線
伊太祈曽駅 (09) - 山東駅 (10) - 大池遊園駅 (11)
- （）内は駅番号を示す。